# Parque natural Montes de Málaga
El Parque Natural de los Montes de Málaga es un parque natural español que está situado en la provincia de Málaga, al norte de la Ciudad de Málaga. Ocupa 4996 ha y abarca la mayor parte de la cuenca del río Guadalmedina en su margen izquierda. Fue declarado como tal por la Ley 2/89, el 18 de julio de 1989, por la Junta de Andalucía.
Este parque natural es un ejemplo de repoblación forestal, con restos de bosque mediterráneo entre el monocultivo de pinos carrascos.
Aproximadamente el 97% de su extensión se encuentra en el municipio de Málaga y junto a una de las mayores ciudades de España, la Ciudad de Málaga.

## Flora
La sierra de media montaña, con alturas comprendidas entre los 100 y 1100 m s. n. m. aproximadamente, presenta desniveles apreciables. Además, su proximidad al mar Mediterráneo le proporciona temperaturas suaves y altos grados de humedad, apreciándose varios microclimas dependiendo de la altura y situación.
La mayor extensión de la superficie está ocupada por cultivos de pino carrasco, fruto de las sucesivas repoblaciones en la primera mitad del siglo XX. Sin embargo, estas repoblaciones muestran marcadas diferencias de desarrollo, incluso en aquellas de la misma época por las diferentes condiciones de clima y suelo antes mencionadas.
En la zona norte se aprecian pinos carrascos mezclados con encinas, alcornoques y quejigos, las especies arbóreas que originalmente ocupaban estos montes.
Entre la vegetación de menor tamaño encontramos Borago officinalis, una planta que crece en los márgenes de los caminos, bordes de cultivos, etc. Esta planta puede considerarse mesomediterránea, encontrándose en alturas de hasta 900 metros; Capsella bursa-pastoris, planta que alcanza desde 20 a 40 cm y es propia de cultivos de secano y de regadío. Se encuentra distribuida por casi toda la península ibérica; Cynosurus echinatus, perteneciente a la familia de las poáceas, pudiendo medir de 10 a 50 centímetros y que sirve como alimentación para el ganado.
Entre la vegetación arbustiva, puede mencionarse la especie Cistus crispus, perteneciente a la familia de las cistáceas, plantas de 40 a 50 cm que suelen habitar en la parte suroccidental de la península ibérica; Erica arborea, un arbusto de pequeño tamaño, del que cabe mencionar que la madera de su raíz se utiliza para la fabricación de pipas.
Existen muchas más especies de matorral mediterráneo, pero no las conozco.
Además de los árboles mayoritarios antes mencionadas, podemos encontrar otras especies, como el castaño, típico del clima mediterráneo, o el Ficus carica, que debido a su nuevo método de secano se ha empezado a consumir más habitualmente que antes, que no se tenía esta técnica.

## Fauna

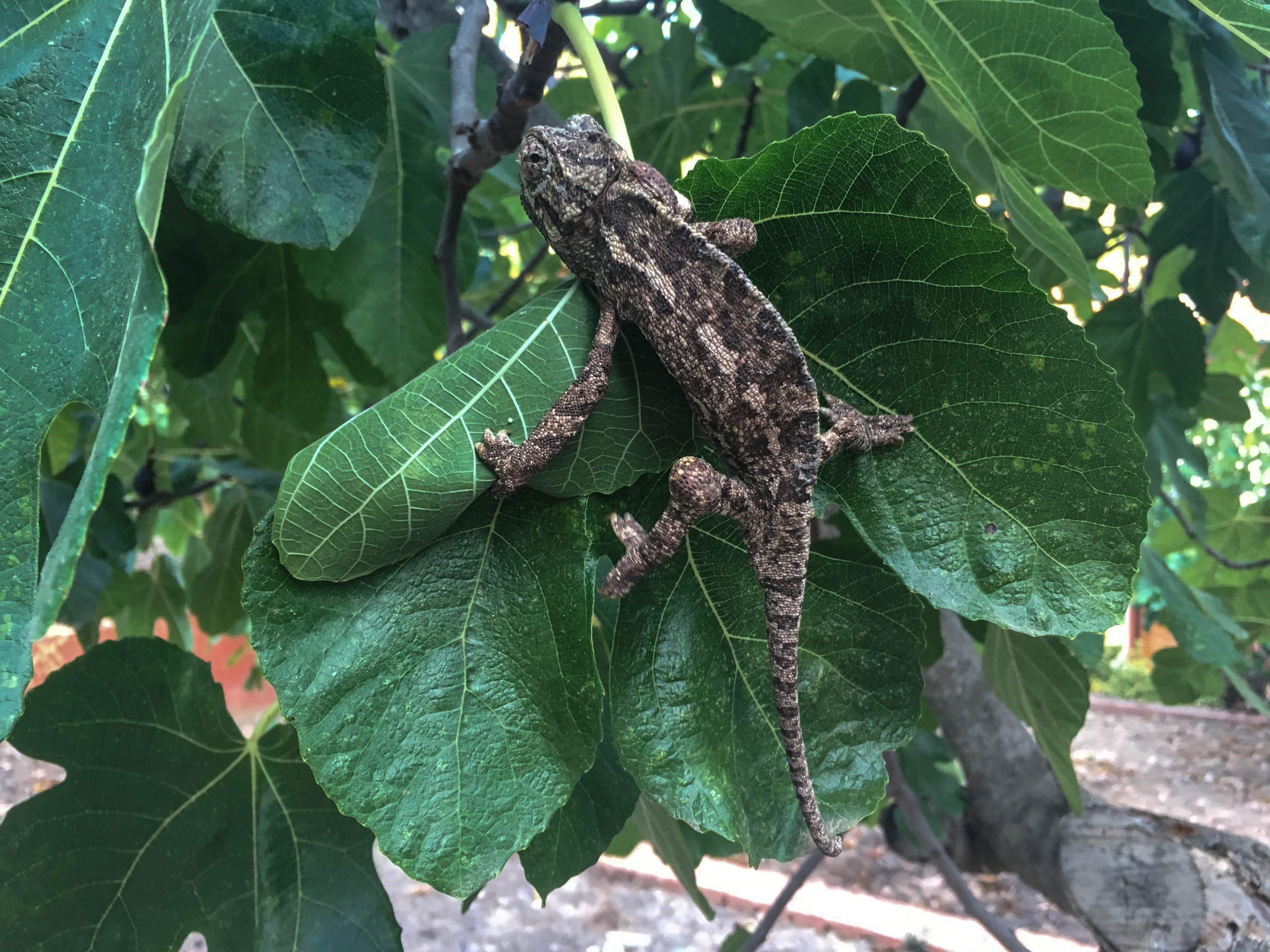
Camaleón mediterráneo escalando por una higuera en los Montes de Málaga.

La fauna es interesante y está bien conservada, es apreciada en primer lugar por los elementos que se encuentran en peligro de extinción, siendo una de los escasos enclaves en los que se localiza en la actualidad el camaleón. También habitan el turón, el zorro, la comadreja, el gato montés, la garduña y el jabalí.
Entre las rapaces que con sus majestuoso vuelo surcan las cimas de los montes se observan águilas culebreras y calzadas, azor, ratonero y el búho real, la rapaz nocturna de mayor tamaño.

## Historia

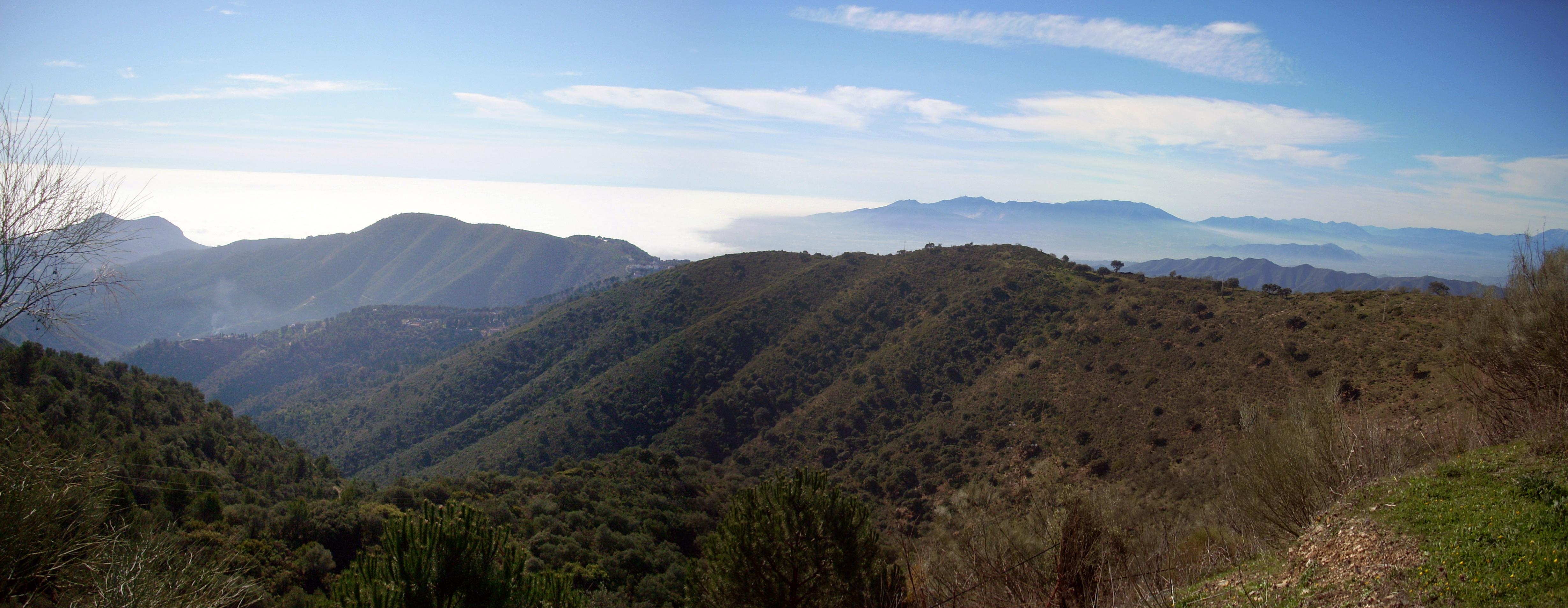
Paraje de los Montes de Málaga

La realidad de este espacio está muy ligada al poblamiento que ha sustentado desde el siglo XV, cuando fue conquistado por los Reyes Católicos en 1487. El reparto de las tierras entre los vencedores dio lugar a la sustitución de los bosques mediterráneos por cultivos de viñas, almendros y olivos, con el pretexto de alcanzar un mayor rendimiento económico. A partir de este momento cuando comienzan las fuertes inundaciones que asuelan la ciudad de Málaga. Estas alcanzan tal gravedad que varias son las medidas dictadas por los reyes posteriores para limpiar de sedimentos la desembocadura del río Guadalmedina.
A finales del siglo XIX, es cuando se produce la decadencia del cultivo al verse afectada por la enfermedad de la filoxera, que ataca a la uva. En la actualidad, esta actividad es marginal, realizándose dentro del Parque aún de forma tradicional la «pisa» en el lagar de Torrijos, así como la obtención del vino denominado de «los montes», con una finalidad más bien demostrativa y de exposición.
Con el desarrollo de las nuevas tecnologías se aborda el problema de los desbordamientos del río, construyéndose el embalse de Agujero y realizando sucesivas repoblaciones forestales a partir de los años 1930. Estas actuaciones configuran definitivamente el parque natural.
El cultivo de la vid trajo prosperidad a la zona, creándose industrias asociadas a esta actividad como la de tonelería.

## El mirador de La Unidad

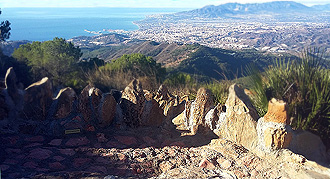
Zona de las Calizas de San Antón, en el Mirador de La Unidad

El Mirador de La Unidad se encuentra  en la frontera oriental del Parque natural Montes de Málaga, en la cumbre del Monte Matanza, uno de los montes más altos del Municipio de Málaga, a una altitud de unos 773,5 metros sobre el nivel del mar Mediterráneo.
Este mirador fue construido durante los años 2012 al 2019 por el Grupo de Voluntarios del parque natural Montes de Málaga y el Aula de la Naturaleza Las Contadoras, con el objetivo principal de mostrar algunos aspectos fundamentales de la realidad (?) y ofrecer un lugar de disfrute y conocimiento de la Naturaleza para los usuarios y visitantes del Espacio Natural y de la propia Costa del Sol y su entorno.
Localizado en un lugar privilegiado por sus valores ambientales, culturales y por su historia, el Mirador de La Unidad ofrece a los visitantes unas excelentes vistas panorámicas hacia todas las direcciones.
En días claros se observa perfectamente las sierras de la costa africana, así como una gran parte de la provincia de Málaga.
Además, de una buena perspectiva de la ciudad de Málaga y su bahía, se pueden contemplar un gran número de puntos de interés, como por ejemplo, y entre otros muchos, el Paraje Natural de la Desembocadura del Guadalhorce, las Sierras de Mijas, Marbella y Estepona, la Sierra de Las Nieves, el Valle del Río Guadalmedina, el Embalse de la Concepción, el aeropuerto de Málaga, distintos montes del Arco Calizo provincial de la provincia de Málaga, la ciudad de Torremolinos y distintos pueblos malagueños, el Valle de Arroyo Jaboneros, algunos de los montes más altos del municipio de Málaga (como el Monte Reina o el Cerro de Jotrón) y un largo etcétera.
Para subir al Mirador de la Unidad se parte desde la Venta El Detalle, situada en el punto kilométrico 17,8 de la Carretera de Los Montes, la A-7000, que une Málaga con la cercana localidad de  Colmenar.

## Ocio
El parque natural Montes de Málaga es uno de los lugares más visitados por los malagueños, solo superado por las playas durante el verano. Esto hace que una de las principales líneas de su Plan de Desarrollo Sostenible se establezca sobre las medidas y estrategias que mejoren, en sentido amplio, el Uso Público que de este Espacio Natural Protegido puedan realizar los visitantes y la ciudadanía en general.
En el Parque encontramos algunos edificios bien conservados, algunos de ellos de una gran importancia patrimonial a nivel local, como por ejemplo, el Hotel Humaina, el Museo Lagar de Torrijos, el Aula de la Naturaleza Las Contadoras (cuyo edificio es uno de los más antiguos del municipio de Málaga) y la Casa Forestal de Boticario, (futuro centro de interpretación del PN).
Así mismo cuenta con varios senderos señalizados, como el de El Cerrado, el de Pocopán, el de Torrijos y el de la Umbría de Contadoras, en general con un grado de dificultad pequeño y a los que pueden acceder toda la familia.
El parque natural también dispone de  varios miradores, como el Mirador de Francisco Vázquez Sell, situado en las cercanías del Aula de la Naturaleza Las Contadoras, y desde donde se puede observar una gran parte de la provincia de Málaga,  el Mirador de Martínez Falero, situado en el llamado Camino Amarillo, que conduce desde la Explanada de Las Contadoras hacia el Museo Lagar de Torrijos, y desde donde se puede ver parte de la cuenca del Arroyo Chaperas, el Mirador de Pocopán, situado al final del sendero de su mismo nombre y en la cima del Cerro de Pocopán, desde donde se contemplan unas excelentes vistas del Valle del Río Guadalmedina, el Mirador del Cochino, en el sendero de El Cerrado, con unas buenas vistas de la ciudad de Málaga y del Valle del Arroyo Humaina, el Mirador del Palomar, recientemente restaurado y situado en las cercanías del Museo Lagar de Torrijos, y el Mirador de La Unidad, el más reciente de estos miradores, hecho durante los años 2012 al 2019 por los voluntarios del Parque natural Montes de Málaga en la cumbre del Monte Matanza, y desde donde se contemplan unas excelentes vistas hacia todas las direcciones.
El parque natural también cuenta con una zona de acampada libre (es necesario solicitar previamente permiso de acampada en la Delegación Territorial de Málaga de la Consejería de Agricultura, Pesca, Ganadería y Sostenibilidad) y dos zonas recreativas con barbacoas, agua corriente, leña, papeleras, mesas y bancos, etc. que pueden ser usadas libremente en las épocas en las que no esté restringido el uso de fuego por peligros de incendio.